# Ethylenrezeptor

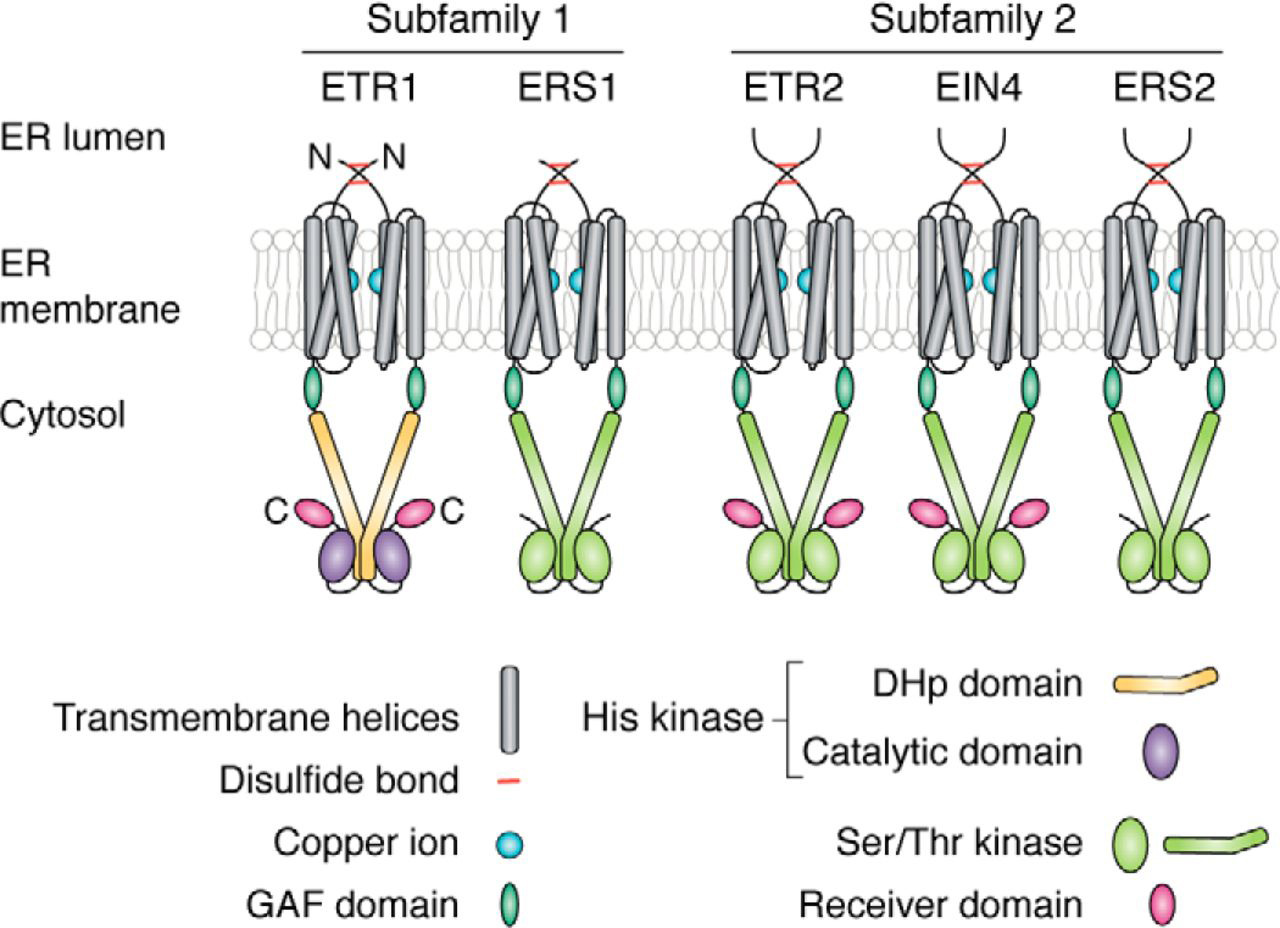
Ethylenrezeptor-Isoformen in Arabidopsis thaliana.

Ethylenrezeptoren sind Rezeptoren, welche das Pflanzenhormon Ethen als natürlichen Liganden haben und die wichtige Funktionen in der Physiologie höherer Pflanzen erfüllen. Sie sind mit prokaryotischen Zweikomponenten-Histidinkinasen (HK)-Rezeptoren verwandt. Der Hauptligand Ethen reguliert den Rezeptor negativ. Diese Erscheinung ist für Rezeptoren ungewöhnlich.

## Phylogenetik
Eine phylogenetische Analyse deutet auf einen gemeinsamen Ursprung der Ethen-Bindungsdomäne in Cyanobakterien und Pflanzen hin. Die Ethenbindung wurde bei verschiedenen Cyanobakterien beobachtet. So verfügt Synechocystis über einen funktionellen Ethylenrezeptor, der die Eigenschaften der Zelloberfläche reguliert und so die Biofilmbildung und Phototaxis beeinflusst. Der Organismus, in dem die Ethylenrezeptoren zuerst entstanden sind, ist jedoch unbekannt.

## Systematik
In der Acker-Schmalwand (Arabidopsis thaliana) wurden fünf Isoformen identifiziert, die als Ethylene Response 1 (ETR1), Ethylene Response Sensor 1 (ERS1), ETR2, ERS2 und EIN4 bezeichnet werden. Die Rezeptoren werden in zwei Unterfamilien eingeteilt, wobei ETR1 und ERS1 zur Unterfamilie I und die anderen drei Isoformen zur Unterfamilie II gehören. In der Tomate gibt es sieben Typen von Rezeptoren namens SlETR1, SlETR2, SlETR3, SlETR4, SlETR5, SlETR6 und SlETR7. Ethylenrezeptoren kommen auf der Membran des endoplasmatischen Retikulums und des Golgi-Apparats vor.

## Struktur
Bislang (2023) sind die räumlichen Gesamtstrukturen der Rezeptoren noch nicht experimentell auf atomarer Ebene aufgeklärt. Bekannt ist, dass die Rezeptoren einen modularen Aufbau haben, bestehend aus einer Transmembrandomäne, einer zytosolischen GAF-Domäne, einer Kinasedomäne und in einigen Fällen einer Empfängerdomäne (als zweite Komponente des Zweikomponentensystems). Unterfamilie I besitzt drei, Unterfamilie II vier Transmembranhelices. Letztere haben in der Regel eine degenerierte HK-Domäne. Die Transmembrandomäne enthält pro Protomer eine hochaffine Ethen-Bindungsstelle. Für die Bindung essenziell ist ein Ethen-komplexierender Kupfer(I)-Kofaktor, der von dem P-Typ Adenosintriphosphatase-Kupfertransporter RAN1 bereitgestellt wird. Der Kupfer-Cofaktor wird auch für die Biogenese des Ethylenrezeptors benötigt. Die Rezeptoren bestehen als Funktionseinheiten aus Homo- und Heterodimeren oder höhermolekularen Komplexen. Die Dimerisierung vollzieht sich einerseits durch Disulfidverbrückung am N-Terminus, ist andererseits auch ohne eine solche kovalente Bindung möglich. Einem Rezeptor in jeder Unterfamilie von Arabidopsis (ERS1 und ERS2) fehlt die Empfängerdomäne, aber diese Anordnung variiert zwischen den Pflanzenarten. Die Rezeptoreinheiten bilden Cluster, die zum Teil durch Interaktionen zwischen den GAF-Domänen vermittelt werden. Die Rezeptoren wurden in Proteinkomplexen mit hoher Molekülmasse beobachtet, was auf das wahrscheinliche Vorhandensein weiterer nicht identifizierter Proteine hinweist.

## Reizdurchsatz
Ein Großteil der Erkenntnisse zur Signaltransduktion wurde an der Modellpflanze Arabidopsis thaliana gewonnen. Neben dem vorherrschenden Signaltransduktionspfad über die Serin/Threonin-Kinase CTR1 gibt es auch alternative CTR1-unabhängige Pfade. Die Rezeptoren sind konstitutiv aktiv. Der Inversagonist Ethen deaktiviert CTR1, was wiederum zur Dephosphorylierung des Proteins EIN2 führt. Infolgedessen wird der C-terminale Teil von EIN2 proteolytisch abgespalten und in den Zellkern verlagert. Dort stabilisiert es direkt oder indirekt die Transkriptionsfaktoren EIN3/EIL1/2, die die Transkription von hunderten primären und sekundären Ethen-Antwortgenen aktivieren.

## Liganden
Ethen wirkt als Inversagonist. 1-Methylcyclopropen, das als Begasungsmittel zur Verlängerung der Haltbarkeit sowohl von Obst als auch Schnittblumen eingesetzt wird, wirkt als Agonist und antagonisiert kompetitiv die Ethenwirkung. Auf dieselbe Weise wirken Norbornadien und trans-Cycloocten. Das synthetische Octapeptid NOP-1 stört die Wechselwirkung zwischen dem Ethylenrezeptor und EIN2 und antagonisiert so die Ethenwirkung nicht-kompetitiv.